# Non-Deskriptivismus
Der Non-Deskriptivismus ist eine Spezifizierungsform des ethischen Relativismus, die dem Deskriptivismus entgegengesetzt ist. Die Unterscheidung wurde von Richard M. Hare getroffen, wobei diese anhand der Fragestellung nach dem Status moralischer Urteile bezüglich ihrer Erkenntnisrelevanz getroffen ist.
Kennzeichen des Non-Deskriptivismus ist die Annahme, dass moralische Urteile keinen Objektivitätsanspruch erheben können. Das in ihnen Ausgedrückte kann entweder überhaupt nicht oder nicht allein auf empirisch überprüfbare Tatsachen zurückgeführt werden. Vertreter des Non-Deskriptivismus weisen die Behauptung von sich, dass mittels Werturteilen Tatsachen beschrieben werden.
Es können zwei Formen des Non-Deskriptivismus unterschieden werden, der Emotivismus und der Präskriptivismus.